# Георге-Дожа (комуна, Яломіца)
Георге-Дожа (рум. Gheorghe Doja) — комуна у повіті Яломіца в Румунії. До складу комуни входить єдине село Георге-Дожа.
Комуна розташована на відстані 88 км на схід від Бухареста, 15 км на захід від Слобозії, 125 км на північний захід від Констанци, 112 км на південний захід від Галаца.

## Населення
За даними перепису населення 2002 року у комуні проживали 2854 особи, усі — румуни. Усі жителі комуни рідною мовою назвали румунську.
Склад населення комуни за віросповіданням:
| Релігія                                       | Кількість осіб | Відсоток |
| --------------------------------------------- | -------------- | -------- |
| православні                                   | 2539           | 89,0%    |
| адвентисти                                    | 304            | 10,7%    |
| не релігійні                                  | 7              | 0,2%     |
| лютерани (Синодально-пресвітеріанська церква) | 2              | 0,1%     |
| реформати                                     | 1              | < 0,1%   |
| атеїсти                                       | 1              | < 0,1%   |

## Зовнішні посилання
- Дані про комуну Георге-Дожа на сайті Ghidul Primăriilor [Архівовано 5 лютого 2010 у Wayback Machine.]